# 1959
| 1959                                                                     |
| ------------------------------------------------------------------------ |
| Dødsfald - Fødsler                                                       |
| • Begivenheder • Film • Litteratur • Musik • Politik • Sport • Videnskab |

| Gregoriansk kalender | 1959 MCMLIX             |
| Ab urbe condita      | 2712                    |
| Armensk kalender     | 1408 ԹՎ ՌՆԸ             |
| Kinesiske kalender   | 4655 – 4656 戊戌 – 己亥 |
| Etiopisk kalender    | 1951 – 1952             |
| Jødisk kalender      | 5719 – 5720             |
| Hindukalendere       |                         |
| - Vikram Samvat      | 2014 – 2015             |
| - Shaka Samvat       | 1881 – 1882             |
| - Kali Yuga          | 5060 – 5061             |
| Iransk kalender      | 1337 – 1338             |
| Islamisk kalender    | 1379 – 1380             |

Konge i Danmark: Frederik 9. 1947-1972
Se også 1959 (tal)

## Begivenheder

### Januar
- 1. januar – Cubas præsident Fulgencio Batista styrtes af Fidel Castro.
- 2. januar – Verdens første vellykkede rumsonde, Luna 1, blev opsendt fra Sovjetunionen. Dagen regnes stadig for starten på rumalderen.
- 3. januar – Alaska bliver optaget som USA's 49. stat.
- 7. januar – USA anerkender Fidel Castros nye regering på Cuba.
- 8. januar – General Charles de Gaulle bliver indsat som Frankrigs præsident
- 8. januar - Fidel Castros erobring af Cuba afsluttes med indtagelsen af Santiago de Cuba
- 30. januar – Passagerskibet M/S Hans Hedtoft forliser med alle mand om bord ved Kap Farvel, Grønlands sydspids.

### Februar
- 6. februar - Indira Gandhi bliver leder af Indiens Kongresparti
- 15. februar – Aksel Larsen stifter Socialistisk Folkeparti efter at være blevet ekskluderet af Danmarks Kommunistiske Parti
- 19. februar - på denne dag slutter en seksdags snestorm Mount Shasta Ski Bowl i Californien, USA, der efterlader 4.800 mm sne. Det gør det til den kraftigste snestorm nogensinde

### Marts
- 1. marts - der indføres 45 timers arbejdsuge i Danmark
- 1. marts - Sjællandsbroen mellem Sjælland og Amager indvies
- 4. marts - Pioneer 4 passerer som det første rumfartøj Månen
- 9. marts - de første eksemplarer af verdens mest solgte dukke, Barbiedukken, kommer på markedet i New York City, USA
- 31. marts - den 14. Dalai Lama flygter fra det kinesisk besatte Tibet til Indien

### April
- 9. april - specielle Efterretningspatruljer SEP oprettes. Hjemmeværnets specielle efterretningspatruljer oprettes som militær fjernopklaringsenhed under den kolde krig
- 26. april - de første civile jetfly - en Caravelle - kommer til Danmark

### Maj
- 1. maj - Vesttyskland indfører en 5 dages arbejdsuge
- 28. maj - USA sender to aber ud i rummet

### Juni
- 9. juni - den første amerikanske ubåd, som kan medføre missiler, søsættes

### Juli
- 1. juli - Tyskland afholder præsidentvalg
- 8. juli – Katastrofen på Haderslev Dam.
- 21. juli – Frihandelsområdet EFTA stiftes i Stockholm af syv stater som ikke er medlemmer af toldunionen EF. Landene er Sverige, Norge, Danmark, Storbritannien, Schweiz, Portugal og Østrig.
- 22. juli - den amerikanske vicepræsident Richard Nixon besøger Sovjetunionen.
- 22. juli - franske styrker indleder deres hidtil største offensiv mod algeriske oprørsstyrker.
- 31. juli – Den baskiske sepratistorganisation ETA stiftes

### August
- 14. august - kunstmuseet Louisiana i Humlebæk indvies
- 21. august – Hawaii bliver optaget som USA's 50. stat

### September
- 13. september - USSR's Luna 2 rammer som den første menneskeskabte genstand Månen efter 38½ timers flyvning
- 15. september - Nikita Khrusjtjov bliver den første sovjetiske leder som besøger USA
- 22. september - FN's generalforsamling stemmer mod optagelse af Kina

### Oktober
- 7. oktober - den sovjetiske månesonde Luna 3 sender de første billeder af Månens bagside til Jorden
- 21. oktober - Guggenheim-museet i New York City åbner

### November
- 20. november - i Stockholm grundlægger Sverige, Danmark, Norge, Portugal, Storbritannien, Schweiz og Østrig EFTA (Den Europæiske Frihandelssammenslutning)

### December
- 1. december - 12 lande underskriver en traktat der sikrer Antarktis kun bruges til videnskabelige aktiviteter og holdes udenfor internationale konflikter
- 4. december - en abe returnerer sikkert til jorden efter at have været næsten 100 kilometer ude i rummet
- 14. december - Ærkebiskop Makarios vælger som Cyperns første præsident
- 31. december - Frederik 9.'s nytårstale bliver for første gang transmitteret i tv.

## Født

### Januar
- 1. januar – Michael Hasselflug, dansk politiker.
- 4. januar – Yoshitomo Nara, japansk popkunstner.
- 9. januar – Rigoberta Menchú Tum, guatemalansk politiker og menneskerettighedsforkæmper af maya-folket. Modtager af Nobels fredspris 1992.
- 10. januar – Ole Lemmeke, dansk skuespiller.
- 12. januar – Per Gessle, sanger i Roxette i Halmstad, Sverige.
- 12. januar – Michael Hutchence, australsk sanger (død 1997).
- 14. januar – Lars Høgh, dansk målmand OB og fodboldlandsholdet.
- 16. januar – Sade Adu, britisk sangerinde og sangskriver, født i Nigeria.
- 17. januar – Fabio Luisi, italiensk dirigent
- 20. januar – R.A. Salvatore, amerikansk forfatter.

### Februar
- 2. februar – Chris Tango, eg. Christian Tangø, dansk født komponist, journalist, rockmusiker, jazz-musiker og billedkunstner

### Marts
- 1. marts – Lone Krag Sehested, dansk jurist og politidirektør.
- 7. marts – Lars Thiesgaard, dansk skuespiller, tegnefilmsdubber m.m.
- 18. marts – Luc Besson, fransk instruktør, producent og manuskriptforfatter.
- 23. marts – Jes Dorph-Petersen, dansk tv-vært.

### April
- 17. april − Sean Bean, engelsk skuespiller.
- 27. april − Einar J. Hareide, norsk designer.
- 27. april − Sheena Easton, skotsk sangerinde.

### Maj
- 22. maj – Morrissey, sanger og sangskriver.

### Juni
- 7. juni – Mike Pence, amerikansk vicepræsident.
- 22. juni – Ditte Gråbøl, dansk skuespillerinde.
- 22. juni – Michael Wikke, dansk skuespiller og instruktør.
- 29. juni – Niels Kim Hjorth, dansk idrætsmand.

### Juli
- 26. juli – Kevin Spacey, amerikansk skuespiller.

### August
- 15. august – Peter Glarborg, dansk ingeniør og professor.

### September
- 25. september – Peter Zhelder, dansk skuespiller.
- 25. september - Kristian Boland, dansk skuespiller.

### Oktober
- 23. oktober – "Weird Al" Yankovic, amerikansk musiker, satiriker og tv-producent.

### November
- 5. november – Bryan Adams, canadisk rockmusiker.
- 19. november – Wencke Barfoed, dansk skuespillerinde.
- 26. november – Jens Olaf Jersild, dansk tv-journalist (død 2024).

### December
- 6. december - Satoru Iwata, den fjerde præsident for Nintendo (død 2015).
- 31. december - Val Kilmer, amerikansk skuespiller (død 2025).

## Dødsfald

### Januar
- 12. januar – Edvard Eriksen, dansk billedhugger (født 1876).
- 21. januar – Cecil B. DeMille, amerikansk filminstruktør (født 1881).
- 22. januar – Mike Hawthorn, britisk racerkører (født 1929).

### Februar
- 3. februar – The Big Bopper, eg. Jiles Perry Richardson, Jr., amerikansk rockmusiker og sangkriver (født 1930). – flyulykke
- 3. februar – Buddy Holly, amerikansk rockmusiker og sangkriver (født 1936). – samme flyulykke
- 3. februar – Ritchie Valens, amerikansk rockmusiker og sangkriver (født 1941). – samme flyulykke
- 9. februar – Poul Bille-Holst, dansk maler (født 1894).
- 15. februar – Owen Willans Richardson, britisk fysiker og nobelprismodtager (født 1879).
- 17. februar – Ellen Dahl, dansk forfatter (født 1886).
- 21. februar – Flemming Hvidberg, dansk politiker, teolog og professor (født 1897).

### Marts
- 3. marts – Lou Costello, amerikansk skuespiller og komiker (født 1906).
- 8. marts – Mouritz Mackeprang, dansk historiker, professor og museumsdirektør (født 1869).
- 26. marts – Raymond Chandler, amerikansk forfatter (født 1888).
- 31. marts - Ernst Goldschmidt, dansk maler og kunsthistoriker (født 1879).

### April
- 2. april – Benjamin Christensen, dansk filminstruktør, manuskriptforfatter og skuespiller (født 1879.
- 7. april – Per Kampmann, dansk ingeniør og medstifter (født 1892).
- 9. april – Frank Lloyd Wright, amerikansk arkitekt (født 1867).
- 13. april – Dagmar Heinemann, dansk visesanger (født 1871).
- 24. april – Paul Sarauw, dansk forfatter (født 1883).
- 30. april – Daniel Andersen, dansk billedhugger, keramiker og komponist (født 1885).

### Maj
- 8. maj – Ibrahim, sultan af Johor i Malaysia (født 1873).
- 14. maj – Sidney Bechet, amerikansk jazzmusiker (Petite Fleur) (født 1897).
- 17. maj – Jerry Unser, amerikansk racerkører (født 1932).
- 19. maj – Bob Cortner, amerikansk racerkører (født 1927).
- 24. maj – John Foster Dulles, amerikansk udenrigsminister (født 1888).

### Juni
- 16. juni – George Reeves, amerikansk skuespiller (født 1914).
- 22. juni – Jørgen Aabye, dansk maler (født 1868).

### Juli
- 6. juli – George Grosz, tysk maler, tegner og grafiker (født 1893).
- 17. juli – Billie Holiday, amerikansk jazzsanger (født 1915).
- 23. juli – Johan E. Nyrop, dansk civilingeniør og opfinder (født 1892).

### August
- 18. august – Johan Ankerstjerne, dansk filmfotograf (født 1886).

### September
- 5. september – Tupsy Jebe Clement, norsk/dansk skagensmaler (født 1871).
- 11. september – Paul Douglas, amerikansk skuespiller (født 1907).
- 20. september – William Scharff, dansk kunstmaler (født 1886).
- 27. september – Carl Viggo Meincke, dansk revy- og tekstforfatter samt skuespiller (født 1902).
- 27. september – Herman Wildenvey, norsk digter (født 1886).

### Oktober
- 7. oktober – Mario Lanza, amerikansk operasanger (født 1921).
- 14. oktober – Errol Flynn, australsk skuespiller (født 1909).
- 16. oktober – George Marshall, amerikansk general, udenrigsminister og nobelprismodtager (født 1880).
- 24. oktober – Johannes Oskar Andersen, dansk teolog og rektor (født 1866).

### November
- 15. november – Charles Thomson Rees Wilson, skotsk fysiker, kemiker og nobelprismodtager (født 1869).
- 17. november – Heitor Villa-Lobos, brasiliansk komponist (født 1887).
- 25. november – Gérard Philipe, fransk skuespiller (født 1922).
- 26. november – Povl Bang-Jensen, dansk diplomat (født 1909).
- 26. november – Viggo Brandt, dansk maler (født 1882).

### December
- 9. december – John Olsen, dansk filmproducent (født 1888).
- 13. december – Ingrid Vang Nyman, dansk illustrator (født 1916).
- 14. december – Arthur Brener, dansk maler (født 1886).
- 24. december – Holger Wederkinch, dansk billedhugger (født 1886).

## Nobelprisen
- Fysik – Emilio Segré & Owen Chamberlain
- Kemi – Jaroslav Heyrovsky
- Medicin – Severo Ochoa, Arthur Kornberg
- Litteratur – Salvatore Quasimodo
- Fred – Philip J. Noel-Baker (Storbritannien), for hans livslange arbejde for international fred og samarbejde.

## Sport
- 21. juni - i Idrætsparken i København vinder det svenske fodboldlandshold 6-0 over Danmark
- 27. juni - den svenske bokser Ingemar Johansson bliver verdensmester i sværvægt på Knockout over Floyd Patterson
- Ryder Cup, golf – USA 8½-Storbritannien 3½
- Vejle Boldklub bliver vinder af DBU's landspokalturnering i fodbold

## Musik
- 11. marts - Holland vinder årets udgave af Eurovision Song Contest, som blev afholdt i Cannes, Frankrig, med sangen "Een Beetje" af Teddy Scholten
- 4. september - sangen Mack the Knife bliver bandlyst i radioen i New York. Årsagen er, at flere knivstikkerier blandt teenagere i byen foruroliger byens befolkning

## Bøger
- Bliktrommen – Günther Grass
- Naked Lunch(Nøgen Frokost) – William S. Burroughs